# Fluoroelastomery
Fluoroelastomery jsou syntetické polymery založené na fluorovaných uhlovodících. Vykazují vysokou chemickou odolnost.

## Využití
Hlavní výhodou fluoroelastomerů je vysoká chemická odolnost vůči agresivním látkám. Odolnost je závislá na chemickém složení konkrétního fluoroelastomeru. Využívají se pro výrobu těsnicích o-kroužků, hřídelových těsnění, apod.